# Diplosoma pannosum
Diplosoma pannosum är en sjöpungsart som beskrevs av Monniot 200. Diplosoma pannosum ingår i släktet Diplosoma och familjen Didemnidae. Inga underarter finns listade i Catalogue of Life.